# Süd-Malé-Atoll
Das Süd-Malé-Atoll ist ein geographisches Atoll in der östlichen Inselkette der Malediven.

## Beschreibung
Das Atoll gehört zur östlichen Kette der Malediven und wird zur zentralen Atollgruppe Medhuraajjé gezählt. Im Norden, getrennt durch den Vaadhoo-Kanal, befindet sich das Nord-Malé-Atoll mit der Hauptstadt Malé und dem internationalen Flughafen. Westlich liegt das Ari-Atoll, südlich das Felidhu-Atoll.
Aufgrund der Nähe zum Flughafen ist das Süd-Malé-Atoll, wie auch das Nord-Malé-Atoll, in hohem Maße touristisch erschlossen.
Das Atoll selbst besteht aus rund 30 Inseln, von denen drei als Orte zählen, bei der Mehrheit handelt es sich um private Touristeninseln. In den drei Orten leben 3577 Einwohner (Zensus 2007). Administrativ gehört das Atoll zusammen mit dem Nord-Malé-Atoll, dem Gaafaru-Atoll und der Insel Kaashidhoo zum Verwaltungsbezirk Kaafu.
Die Gesamtfläche des Süd-Malé-Atolls beträgt 535 km².

## Inseln des Süd-Malé-Atolls

### Bewohnte Inseln (Orte)
- Gulhi
- Guraidhoo
- Maafushi

### Touristeninseln
- Biyadhoo
- Bodufinolhu, auch: Fun Island
- Boduhuraa, auch: Bodu Huraa, per Steg mit Dhigufinolhu und Veliganduhuraa verbunden
- Bolifushi
- Dhigufinolhu, auch: Anantara Fushi, per Steg mit Boduhuraa und Veliganduhuraa verbunden
- Embudu, auch: Emboodhoo
- Emboodhu Finolhu, auch: Emboodhufinolhu, Emboodhoofinolhu oder Enboodhoofinolhu, touristisch: Taj Exoctica
- Fihalhohi, auch: Fihaa Lhohi oder Fihaalhohi
- Kandoomafushi, auch: Kandooma Fushi, kurz: Kandooma
- Mahaanaélhihuraa, auch: Rihiveli
- Makunufushi, auch: Cocoa Island
- Olhuveli
- Rannalhi, auch: Ran-naalhi
- Vaadhoo
- Vaagali
- Velassaru, auch: Laguna
- Veliganduhuraa, auch Veligandu Huraa, kurz: Veligandu, touristisch: Palm Tree Island, per Steg mit Boduhuraa und Dhigufinolhu verbunden
- Villivaru, auch: Viligilivaru oder Villi Varu

### Unbewohnte Inseln / Sonstiges
- Ehrruh-haa
- Gulheegaathuhuraa
- Kalhuhuraa
- Kuda Finolhu, auch: Kudafinolhu
- Lhosfushi, bekannt für das Tauchgebiet Napoleon Reef / Lhosfushi Corner[2]
- Maadhoo
- Maniyafushi
- Oligandufinolhu
- Vammaafushi